# Zornia gemella
Zornia gemella är en ärtväxtart som först beskrevs av Carl Ludwig von Willdenow, och fick sitt nu gällande namn av Julius Rudolph Theodor Vogel. Zornia gemella ingår i släktet Zornia och familjen ärtväxter. Inga underarter finns listade i Catalogue of Life.